# خافيير مارياس
خافيير مارياس (بالإسبانية: Javier Marías) (20 سبتمبر 1951 - 11 سبتمبر 2022)، هو روائي بارز ومترجم وكاتب مقالات إسباني. تُرجمت رواياته إلى العديد من اللغات، وحصل على الجائزة الوطنية للرواية سنة 2012، غير أنه رفضها.

## سمات عالمه الأدبي
تتميز رواياته الأربع الأولى بغياب أي إشارة صريحة إلى بلده، إسبانيا، والذي لن يظهر كمكان للأحداث سوى في روايته الخامسة، El hombre sentimental (الرجل العاطفي).

## الوفاة
توفي في مدريد في 11 سبتمبر 2022، ويذكر أنه عانى قبل وفاته بشهر من التهاب رئوي.

## من مؤلفاته
له أكثر من 15 رواية، ومن أشهر رواياته:
- رواية: قلب ناصع البياض.
- رواية: جميع الأرواح.
- رواية: فكر في غدا أثناء المعركة.
- رواية: أوكسفورد.

## وصلات خارجية
- خافيير مارياس على موقع IMDb (الإنجليزية)
- خافيير مارياس على موقع مونزينجر (الألمانية)
- خافيير مارياس على موقع ميوزك برينز (الإنجليزية)
- خافيير مارياس على موقع قاعدة بيانات الفيلم (الإنجليزية)